# Silene ventricosa
Silene ventricosa är en nejlikväxtart som beskrevs av Adamovic. Silene ventricosa ingår i släktet glimmar, och familjen nejlikväxter. Inga underarter finns listade i Catalogue of Life.